# Ooctonus canadensis
Ooctonus canadensis är en stekelart som beskrevs av Whittaker 1931. Ooctonus canadensis ingår i släktet Ooctonus och familjen dvärgsteklar. Inga underarter finns listade i Catalogue of Life.